# Sumoto (Hyōgo)
Sumoto (洲本市 Sumoto-shi?) es una ciudad localizada en la prefectura de Hyōgo, Japón. En junio de 2019 tenía una población estimada de 41.907 habitantes y una densidad de población de 230 personas por km². Su área total es de 182,38 km².

## Geografía

### Localidades circundantes
- Prefectura de Hyōgo
  - Awaji
  - Minamiawaji

## Demografía
Según datos del censo japonés, la población de Sumoto ha disminuido en los últimos años.
| Año del censo | Población |
| ------------- | --------- |
| 1995          | 52.839    |
| 2000          | 52.248    |
| 2005          | 50.030    |
| 2010          | 47.254    |
| 2015          | 44.258    |